# Patera de Cherskaya
Cherskaya Patera
Pour les articles homonymes, voir Cherskaya.
La patera de Cherskaya (désignation internationale : Cherskaya Patera) est une patera située sur Vénus dans le quadrangle de Taussig. Elle a été nommée en référence à Mavra Pavlovna Cherskaya, exploratrice russe de la Sibérie orientale, épouse de Jan Czerski (env. 1850 – env.1900).